# David A. Freedman
David A. Freedman est un statisticien américain né le 5 mars 1938 et mort le 17 octobre 2008.
Il a été professeur à l'université de Californie à Berkeley.
Il est connu pour le paradoxe de Freedman.